# Michelle Coquillat
Michelle Coquillat, née le 10 avril 1942 à Saulieu et morte le 5 novembre 1999 à Trouville-sur-Mer, est une essayiste et féministe française. Elle est connue pour son livre La Poétique du mâle.

## Biographie
Elle est agrégée de lettres, puis elle soutient, en 1973, une thèse de 3e cycle, intitulée « La guerre dans l’œuvre de Guillaume Apollinaire : un mythe de mort et de résurrection », à l'université Paris-IV.
Elle enseigne aux États-Unis, au collège Wellesley notamment. Elle est nommée conseillère au ministère des Droits des femmes (1981-1986), lorsque Yvette Roudy est ministre. Elle est chargée des affaires culturelles auxquelles elle fait participer Simone de Beauvoir. Elle obtient la création de postes d'études de l'histoire des femmes aux universités de Toulouse, de Rennes et de Paris. Elle est également chargée de la commission de terminologie, qui étudie la féminisation des titres et des fonctions et présidée par Benoîte Groult,. Elle crée un fonds chargé d'acquérir des œuvres d'art créées par des femmes, la fondation Camille,. 
Elle est ensuite nommée inspectrice générale de l'industrie et du commerce.

## Activités éditoriales
Elle est intéressée par le travail de Betty Friedan, et participe à la traduction de son livre La Femme mystifiée par Yvette Roudy. Elle est aussi intéressée par la pensée de Simone de Beauvoir sur laquelle elle publie un livre en 1981. En 1983, alors qu'elle est conseillère au ministère des Droits des femmes, elle mène une enquête sur « les femmes de pouvoir et d'influence », qu'elle publie sous l'intitulé Qui sont-elles ?. Dans son texte « Les femmes, le pouvoir et l'influence », elle propose « une possible stratégie alternative des femmes en politique et en arts », qui ait recours à l'« influence » et s'appuie sur un « réseau » pour accéder au pouvoir. Puis elle publie, en 1988, Romans d'amour, un essai sur les femmes dans la littérature sentimentale et la diffusion massive des romans du type Harlequin en France, depuis 1977.

## Publications
- La Poétique du mâle, Gallimard, 1982
- Qui sont-elles ? : les femmes, le pouvoir et l'influence, Mazarine, 1983, 240 p.
- Romans d'amour, Odile Jacob, 1988
- Entre elles : les marginales de l'amour, Albin Michel, 1995
- « Les femmes, le pouvoir et l'influence », in Odile Krakovitch, Geneviève Sellier & Éliane Viennot (dir.), Femmes de pouvoir : mythes et fantasmes, L'Harmattan, coll. « Bibliothèque du féminisme », 2001, p. 17-76